# Montalto Uffugo
Montalto Uffugo község (comune) Olaszország Calabria régiójában, Cosenza megyében.

## Fekvése
A megye nyugati részén fekszik. Határai: Fuscaldo, Lattarico, Luzzi, Paola, Rende, Rose, San Benedetto Ullano, San Fili és San Vincenzo La Costa.

## Története
A település őse a Titus Livius által is említett Aufugum volt. A 8-9. században a Dél-Itáliában portyázó szaracénok elpusztították. A település lassan újjáépült, s a 10. századtól kezdődően zsidók, valdensek, majd albánok telepedtek le benne. Önállóságát a 19. század elején nyerte el, amikor a Nápolyi Királyságban felszámolták a feudalizmust.

## Népessége
A népesség számának alakulása:

## Főbb látnivalói
- San Domenico-templom
- San Francesco di Paola-templom
- Santa Maria della Serra-katedrális